# 1981 год в истории железнодорожного транспорта
1981 год в истории железнодорожного транспорта

## События
- 1 января организована Байкало-Амурская железная дорога с управлением в г. Тында[1].
- 6 июня — в Индии в штате Бихар, близ города Патна упал с моста в реку Багмати пассажирский поезд. Погибли 300, а по другим данным почти 800 человек[2].
- В Японии закончилось формирование общенациональной сети высокоскоростного транспорта «Синкансэн»[3].
- Во Франции на линии Париж — Лион поезд серии TGV Sud-Est развил скорость 380,4 километров в час.[3]
- В СССР на станции Люблино-Сортировочная установлены электронные габаритные ворота с передающей телекамерой для коммерческого осмотра вагонов.[3]

## Персоны

### Скончались
- 27 мая — Бещев, Борис Павлович 3-й министр путей сообщения СССР, инженер путей сообщения, государственный деятель.